# Olivier Duhamel
Olivier Duhamel (nacido el 2 de mayo de 1950) es un exprofesor universitario y político francés. Fue miembro socialista del Parlamento Europeo de 1997 a 2004.
Ha sido profesor en la Universidad de Besançon, en la Universidad de París-Nanterre, en la Universidad de Panthéon-Sorbonne y en el Instituto de Estudios Políticos de París hasta finales de 2010. Fue presidente de la Fundación Nacional de Ciencias Políticas desde 2016 hasta el 4 de enero de 2021.
Ha ocupado numerosos cargos públicos y políticos, destacando el de asesor del presidente del Consejo Constitucional (1983-1995), miembro de las comisiones de revisión de la Constitución presididas por Georges Vedel (1993) y Édouard Balladur (2007). Fue eurodiputado socialista entre 1997 y 2004.
Autor de varios documentales para televisión, interviene con frecuencia en los medios de comunicación, en particular como columnista de Europa 1 y LCI. Es editor en Seuil y Dalloz.
Tras las acusaciones de violación de un menor y de incesto que se le imputan, Duhamel reconoció los hechos,pero no tuvo consecuencias legales porque ya estaban prescriptos y dimitió en enero de 2021 de todas sus funciones, en particular de la presidencia de la FNSP.

## Biografía
Hijo del político centrista Jacques Duhamel, es hermano de Stéphane Duhamel, ex director general de RTL entonces de La Provence y de Gilles Duhamel, inspector general de asuntos sociales. Su madre, Colette Rousselot, trabajaba en la industria editorial. En su juventud, vio pasar a importantes personalidades junto a sus padres, a quienes dedicó un libro, Colette et Jacques (2019) 

### Carrera académica y editorial
Olivier Duhamel realizó sus estudios superiores en la Universidad de París (sede de Nanterre) de 1967 a 1973. Después de un primer año en economía, continuó con la abogacía. Licenciado en derecho y luego licenciado en derecho público y ciencias políticas, trabajó como asistente en la Universidad de París X Nanterre. Allí obtuvo su doctorado en derecho público en 1979 con una tesis sobre La Gauche et la Ve République (La izquierda y la V República), en la que analizó el rechazo original, tras la movilización de la izquierda francesa a las instituciones y prácticas creadas por Charles de Gaulle. Nombrado profesor de universidades en la Universidad de Besançon tras su éxito en el concurso de derecho público en 1981, fue nombrado profesor en la Universidad de París X-Nanterre (1984-1988), luego en la Universidad de París I Panthéon-Sorbonne. Enseñó durante más de 25 años en Sciences Po Paris, impartiendo clases de instituciones políticas en el primer año de 1986 a 2010, así como varios cursos sobre vida política francesa, derecho constitucional y política comparada. En particular, creó los primeros cursos en línea enriquecidos. El 24 de noviembre de 2010 anunció que dejaría de impartir conferencias, y que se dedicaría a su actividad como asesor del director de Sciences Po. Actualmente es profesor emérito de universidades de Sciences Po.
Es autor de varios manuales de derecho constitucional (Derecho constitucional e instituciones políticas, así como Diccionario Constitucional, obra sobre el balance de la V República) y ha participado en Historia de las ideas políticas (1993) y en el Diccionario de obras políticas (1995).
Miembro de la junta directiva de la Fundación Nacional de Ciencias Políticas (desde 1995), órgano de gobierno responsable de las principales orientaciones estratégicas y la gestión administrativa y financiera de Sciences Po, fue elegido presidente el 10 de mayo de 2016. El 4 de enero de 2021, Olivier Duhamel anunció su dimisión tras las acusaciones de incesto a su hijastro.
También es presidente del jurado del premio Guy Carcassonne al mejor artículo constitucional, creado en 2014, presidente del consejo de administración de Teach for France, desde su creación en 2015 hasta finales de 2016, y presidente del jurado del premio Sciences Po de fotografía política, que creó en 2017.
En Éditions du Seuil, es cofundador y codirector de publicación, con Philippe Ardant, de la revista de estudios constitucionales y políticos Pouvoirs, y director desde 1993 de la serie " Textos políticos », Posteriormente desde 2006 fue director de la colección À savoir en las ediciones Dalloz. También dirige la publicación anual de TNS Sofres El estado de opinión desde 1984, con Jérôme Jaffré hasta 1997, Philippe Méchet de 1997 a 2003, Brice Teinturier de 2003 a 2010 y Édouard Lecerf hasta finales de la colección en 2016.

### Carrera política y participación en el debate público
Olivier Duhamel fue asesor de los presidentes del Consejo Constitucional Daniel Mayer y Robert Badinter entre 1983 y 1995, y miembro del Comité Consultivo de Revisión de la Constitución («Comisión Vedel») en 1992 y 1993.
En 1997, se presentó para eurodiputado en la lista del Partido Socialista (PS); ocupando un escaño hasta 2004 en el grupo del Partido de los Socialistas Europeos. Autor del informe sobre la constitucionalización de los tratados (octubre de 2000), fue uno de los principales contribuyentes a la Convención Europea, donde representó al Parlamento Europeo. Cuando el Partido Socialista no renovó su apuesta por él en las elecciones europeas de 2004, abandonó el partido.
Crítico del funcionamiento de la Quinta República y sus tendencias «monárquicas» (división de poderes a favor del ejecutivo), desde las elecciones presidenciales de 2002 ha sido partidario de una Sexta República y de un sistema primoministerial, que considera capaz de establecer un equilibrio institucional del que carecería la Quinta República.
Es el autor del artículo «Las 12 razones para votar sí» en el referéndum del 29 de mayo de 2005, en la revista Sociétal, poco antes de la victoria del no en el referéndum sobre el proyecto de Constitución europea.
En 2007, participó en el Comité de reflexión sobre la modernización y reequilibrio de las instituciones, creado por el presidente francés Nicolas Sarkozy y presidido por Édouard Balladur.
Fue vicepresidente del club Le Siècle de 2010 a 2012. Se convirtió en presidente del club el 1 de enero de 2020.
Participó en la celebración de la clasificación de Emmanuel Macron para la segunda ronda el 23 de abril de 2017 en La Rotonde.

### Trayectoria como abogado
Olivier Duhamel es abogado del Colegio de Abogados de París y prestó juramento el 9 de diciembre de 2010. Entonces era socio del bufete de abogados Veil Jourde, el bufete de los hijos de Simone Veil.
Es miembro del Club des juristes, un think tank que reúne a una cuarentena de juristas y representantes de grandes colectivos, presidido por el abogado Bernard Cazeneuve y al que también pertenece Jean Veil.

### Actividades de publicación y medios
Responsable con Jean-Luc Parodi de la colección «Recherches politiques» en las Press Universitaires de France, Olivier Duhamel lo trasladó en 1993 a Éditions du Seuil tras el nombramiento de Pascal Gauchon al frente de la colección Major.
Durante seis años, de 2004 a 2010, escribió una columna diaria sobre noticias políticas francesas e internacionales como parte de Matins de France Culture. El viernes 23 de julio de 2010 anunció que dejaba Matins. «No es obra suya», dijo, lamentando dejar su estación de radio favorita, «honor del servicio público», para unirse a radio Europe 1.
Desde 2007, es coanfitrión del programa Mediapolis los sábados a las 10 a. m. en Europa 1; el programa trata sobre las relaciones entre los medios de comunicación y el mundo político. En el verano de 2015 presentó el ciclo de Politiques fictions, en el verano de 2016 el ciclo Histoires de présidentielles, que analiza la vida política a través de este prisma y desde 1958 hasta la actualidad, y en el verano de 2017 la serie La folle présidentielle. La mayoría de estos programas se pueden escuchar en podcast en europe1.fr. En 2018 y 2019 participó en la creación de la serie de podcasts para Europa 1, la primera sobre el nacimiento de la V República, la segunda sobre presidentes en crisis.
En LCI, participa en el programa Politiquement show en LCI los miércoles y jueves de 8 p. m. a 9 p. m. en vivo. Después de debatir los domingos por la mañana a las 8:30 a. m., participa hasta septiembre de 2017 en el Europe Evening Press Club, organizado por Nicolas Poincaré todos los jueves y viernes y escribe editoriales en Le Lab, el sitio web de Europa. 1. Aparece en LCI dos veces por semana, sobre todo en el programa de David Pujadas, de 6 p. m. a 7:45 p. m.
También es autor de numerosos documentales para televisión.

## Denuncia por abuso de menores e incesto
A principios de enero de 2021, su hijastra, la jurista Camille Kouchner le acusa de violación e incesto en su libro La Familia grande, donde cuenta que en 1989 su ex padrastro abusó de su hermano mellizo cuando tenía 14 años. Según Camille las agresiones sexuales sucedieron a finales de los años 80 durante dos años y medio. Camille y su hermano, que en el relato llama "Victor" aunque no es su nombre real, revelaron en 2008 los hechos a su madre, la escritora y politóloga Évelyne Pisier, pero ésta reaccionó mal y les reprochó crear un escándalo y desestabilizar a la familia. La relación se quebró. En 2011 apareció muerta en la piscina la hermana de Évelyne, la actriz Marie-France Pisier con indicios de suicidio. Al parecer Marie-France y Évelyne discrepaban sobre cómo gestionar el tema del incesto, algo que se comprobó con el intercambio de correos electrónicos entre ellas, investigado por la policía. La policía tomó declaración a la víctima de los abusos pero este no presentó demanda.
También conoció los hechos en 2010 el padre del menor, Bernard Kouchner, quien guardó silencio a petición de sus hijos. «Afortunadamente, este terrible secreto que pesaba sobre nosotros desde hacía demasiado tiempo salió a la luz» ha dicho en un comunicado en el que también ha rendido homenaje al "valor" de su hija Camille por contarlo ahora.
A raíz de estas acusaciones públicas, Olivier Duhamel dimitió de sus funciones en la Fundación Nacional de Ciencias Políticas «por razones personales». Europe 1 y LCI anuncian por su parte que dejará sus funciones de anfitrión y columnista en sus antenas. Preguntado por Le Monde y L'Obs, Olivier Duhamel dijo que "no tenía nada que decir" y no quiso reaccionar a las informaciones. Desde su dimisión Duhamel ha suspendido toda su actividad pública.

### Acciones legales
La Fiscalía indicó en un comunicado en 2021 que ya hubo un procedimiento previo por este caso hace unos 10 años pero entonces la presunta víctima no lo quiso denunciar y Duhamel no tuvo que prestar declaración archivándose el tema en 2011.
La fiscalía de París abrió el 5 de enero de 2021 una investigación preliminar por presuntas violaciones y agresiones sexuales cometidas sobre un menor de 15 años por parte de un adulto con autoridad sobre él.  La investigación fue asumida por la Brigada de Protección de Menores de la Policía Judicial, que tiene la misión de aclarar los hechos, comprobar si están prescritos e identificar a cualquier otra víctima potencial. El 14 de abril de 2021 medios de comunicación informaron que Duhamel admitió los hechos en un interrogatorio policial del 13 de abril.
En Francia hay una ley de 2018 que no tiene carácter retroactivo y, por tanto, no se podría aplicar a estos hechos en caso de que se demostraran ciertos, que aumenta el periodo de prescripción de los abusos contra menores a 30 años (20 años anteriormente) después de que la víctima alcance la mayoría de edad, es decir, hasta los 48 años.
El 14 de junio de 2021 el procurador de París Rémy Heitz informó que cinco meses después de la apertura de una investigación por "violaciones y agresiones sexuales por persona teniendo autoridad sobre un menor de 15 años" la investigación fue archivada porque los hechos han prescrito.

### Consecuencias
El consejero de Estado Marc Guillaume, antiguo secretario general del gobierno y prefecto de la Isla de Francia anunció el 13 de enero su dimisión de todos los consejos de administración en los que está también presente Olivier Duhamel: la Fundación Nacional de Ciencias Políticas, la revista Pouvoirs que codirigió con Duhamel y el club Le Siècle. «Frecuentando a Olivier Duhamel desde hace años, me siento traicionado y condeno absolutamente estos actos» señaló Guillaume en un comunicado asegurando que no tenía información previa de las acusaciones contra Duhamel.
El mismo día, 13 de enero Elisabeth Guigou dimite como presidenta de la Comisión independiente sobre violencias sexual e incesto señalando en un comunicado que «en estos años ignoraba los hechos gravísimos denunciados por Camille Kouchner en su libro» Guigou presidía la comisión desde diciembre de 2020. Es mencionada en el libro de Kouchner como una persona próxima a Olivier Duhamel y de Évelyne Pisier por lo que al conocerse la denuncia algunas voces expresaron el temor de que no fuera imparcial para realizar la investigación independiente.

## Vida personal
Estuvo casado de 1974 a 1981 con Leïla Murat descendiente de Joachim Murat. Volvió a casarse con la escritora y politóloga Évelyne Pisier, quien a su vez tenía tres hijos, Julien y los gemelos "Victor" y Camille Kouchner. Olivier y Éveline adoptaron dos niños chilenos: una niña, Aurore, en 1987 y un niño, Simon, en 1989. Évelyne Pisier relata esta experiencia en Una cuestión de edad, una «autobiografía ficticia» publicada en 2005.  Évelyne Pisier murió  en 2017.

## Publicaciones
- Chili ou la tentative révolution légalité, Gallimard, París, 1974
- Changer le PC (parti communiste) ? Débats sur le gallo-communisme, (en collaboration avec Henri Weber), París, PUF, 1979.
- Le Quinquennat, Presses de la Fondation nationale des sciences politiques, París, 1980
- Dictionnaire constitutionnel, Presses universitaires de France, París, 1992
- La Constitution française, Presses Universitaires de France (coll. 'Que sais-je?), París, 1992
- La Gauche et la Ve République, Presses universitaires de France (Quadrige), París, 1992
- Aux urnes, citoyens!, Éditions du May, 1993
- Histoire des idées politiques, avec François Châtelet, Évelyne Pisier, Pierre Bouretz et Dominique Colas, Presses universitaires de France, París, 1993
  - nouvelle édition par Géraldine Muhlmann, 2012.
- Droit constitutionnel et politique, Le Seuil, París, 1994 ; rééditions en deux ouvrages :
  - Réédition, Droit constitutionnel, tome 1 Le Pouvoir politique en France, 1999 ; tome 2 Les Démocraties, 2000 ; Le Seuil (Points), París
- Dictionnaire des œuvres politiques, avec François Châtelet et Évelyne Pisier, Presses universitaires de France, 1995
- Petit Dictionnaire pour lutter contre l'extrême-droite, avec Martine Aubry, Le Seuil, París, 1995
- Petit Dictionnaire de l'euro, avec Daniel Cohn-Bendit et Thierry Vissol, Le Seuil, 1998
- Démocratie, avec Robert Darnton, Le Seuil, París, 1999
- Présidentielles, les surprises de l'Histoire (1965–2005), avec Jean-Noël Jeanneney, Seuil, 2002
- Le Pouvoir politique en France, Le Seuil, París, 2003
- La Constitution européenne, Armand Colin, París, 2004
- La Ve République (1958–2009), avec Jean-Jacques Chevallier et Guy Carcassonne, Armand Colin, París, 2004
- Pour l'Europe. Le texte intégral de la constitution expliqué et commenté, Le Seuil, París, 2005
- Des raisons du Non, Le Seuil, París, 2005
- Matins d'un Européen, Le Seuil, París, 2005
- Le Starkozysme, coécrit avec Michel Field, Le Seuil, 2008
- Droit Constitutionnel et Institutions Politiques, Le Seuil, París, 2009, nouvelle édition 2011.
- QPC, la question prioritaire de constitutionnalité, avec Guy Carcassonne, Dalloz, collection À savoir, 2011. Nouvelle édition 2015
- Les Élections présidentielles, avec Marion Ballet, Dalloz, collection À savoir, París, 2011
- Histoire de la Ve République (1958–2012), avec Jean-Jacques Chevallier, Guy Carcassonne, Julie Benetti, Dalloz, 2015
- La parole est à l'avocat, avec Jean Veil, dictionnaire de citations chez Dalloz, collection À savoir, 2014. Nouvelle édition 2015
- Droit constitutionnel et institutions politiques, avec Guillaume Tusseau, 4e édition, Seuil, 2016
- Les Primaires pour les nuls, avec l'Institut Montaigne, éditions First, 21 avril 2016.
- Macron, et en même temps..., avec Laurent Bigorgne & Alice Baudry, Plon, 2017 ISBN 978-2259259866 306 p.
- Colette et Jacques, Plon Roman, 2019, ISBN 978-2259268448 250 p.
- Les Mots de Macron, Dalloz, nouvelle édition, 2019
- La Ve République démystifiée (direction avec Martial Foucault, Mathieu Fulla et Marc Lazar), Presses de Sciences Po, París, 2019, 238 p.

## Documentales
- 1995-2005 : Les Grandes Batailles de la République, France 5, realizado por Bernard George, Cinétévé - coautor con  Jean-Noël Jeanneney
- 1997 : Les Médiateurs du Pacifique, de Charles Belmont - coescenarista
- Histoires d'entreprises, France 5, MK2 - coautor
- Démocratie, démocraties, con Robert Darnton, France 5.
- Petite Histoire de la constitution européenne, Arte, productions - auteur